# Grajewski
Grajewski là một huyện thuộc tỉnh Podlaskie của Ba Lan. Huyện có diện tích 968 km². Đến ngày 1 tháng 1 năm 2011, dân số của huyện là 49207 người và mật độ 51 người/km².